# Al-Walid
Al-Walid (en arabe : ﺍﻟﻮﻟﻴﺪ) est le onzième sultan saadien. Il règne de 1631 en 1636, succédant à son frère Abd al-Malik II. Il était le petit-fils d'Ahmed al-Mansour.
Il signe en 1631, l'année de son accession au trône, un traité de paix avec le royaume de France, avec Priam-Pierre du Chalard, l'ambassadeur envoyé par Louis XIII au Maroc.
Une petite localité porte son nom : Oualidia sur le littoral entre El-Jadida et Safi.
Son fils Mohammed al-Attaz s'est converti au christianisme et est devenu prêtre jésuite, sous le nom de Balthazar Loyola de Mandes.